# Thymus riatarum
Thymus riatarum là một loài thực vật có hoa trong họ Hoa môi. Loài này được Humbert & Maire miêu tả khoa học đầu tiên năm 1927.